# Gustav Flachenecker
Gustav „Gustl“ Flachenecker (* 28. Oktober 1940 in Nürnberg; † 5. April 2021 ebenda) war ein deutscher Fußballspieler.

## Spielerkarriere
In seiner Jugend spielte Flachenecker beim Vorortverein TB Johannis 88. 1952 wechselte er zur Jugend des 1. FC Nürnberg. In den Jahren 1959 bis 1963 war er 94 mal in der Oberligamannschaft des 1. FC Nürnberg eingesetzt und erzielte dabei 47 Tore. Mit dem Club wurde er 1961 Meister und 1962 Pokalsieger.
Im Europapokal der Landesmeister erzielte er im Februar 1962 im Viertelfinalhinspiel auf heimischen Platz gegen den Titelverteidiger Benfica Lissabon zwei Tore zum 3:1-Sieg und bereitete das Tor von Heinz Strehl zum 2:1 vor. Im Rückspiel musste sich der Club allerdings mit 0:6 geschlagen geben.
Nach Einführung der Fußball-Bundesliga 1963 war er noch bis 1966 beim Club und absolvierte in dieser Zeit 27 Bundesligaspiele, wobei er 12 Tore schoss. In der Saison 1966/67 wurde er nicht mehr in der Bundesliga eingesetzt. 1967 war seine Bundesligazeit aufgrund von Verletzungen zu Ende. Er war allerdings auch von Max Merkel vom Training ausgeschlossen worden, der mit der Arbeitsleistung von „Gustl“ nicht zufrieden war. 
Nachdem er in der Saison 1966/67 nicht mehr für den Club zum Einsatz gekommen war, wechselte er 1967 in die Regionalliga Süd zur Spielvereinigung Fürth, wo er jedoch nur zu zwei Einsätzen kam, weshalb er im September 1967 seine Profilaufbahn beendete und als Spielertrainer zum ASV Neumarkt ging. Er kam für Neumarkt noch zu 64 Einsätzen und 20 Toren in der Landesliga Mitte und stieg 1971 mit dem ASV in die Bayernliga auf. Dort kam er noch zu 46 Einsätzen für Neumarkt, in denen er vier Tore schoss.

## Erfolge
mit dem 1. FC Nürnberg
- Deutscher Meister: 1961
- Deutscher Pokalsieger: 1962

Flachenecker wurde auch in der DFB-Jugendauswahl eingesetzt. In der Bundesliga belegte er mit dem 1. FC Nürnberg in der Tabelle 2× Platz 6 (1965 und 1966).

## Trainerlaufbahn
Nach Beendigung seiner Tätigkeit in Neumarkt 1973 arbeitete er noch einige Jahre als Spielertrainer; so in der Saison 1973/74 beim 1. SC Feucht, von Juli 1974 bis Oktober 1974 beim TSV 1859 Roth, wo er noch einmal zu 5 Einsätzen (kein Tor) in der Landesliga Mitte kam, und von November 1974 bis 1980 beim TSV Südwest Nürnberg. Weiterhin trainierte er den TSV Langenzenn, den BSC Erlangen, den FSV Erlangen-Bruck und die Sportfreunde Großgründlach. Außerdem betrieb er einen Kiosk.